# Kirkenes Idrettsforening
Kirkenes Idrettsforening — норвежский футбольный клуб из города Киркенес. Клуб выступает в третьем дивизионе Норвегии по футболу. KIF был основан 8 февраля 1908 года.

## Местоположение клуба
Клуб расположен в городе Киркенес, в фюльке Финнмарк. Киркенес считается пограничным городом, ведь в 6 км от города находится граница России и Норвегии. Стадионом для проведения домашних матчей является Kirkenes Stadium на Presteveien 28, в Киркенесе.